# 胶东站
胶东站是一个胶济线上的铁路车站，位于山东省胶州市胶东街道，建于1901年，原名“大荒车站”，1915年更名为胶东站。目前为四等站，邮政编码为266317。目前不办理客运服务，行李包裹托运；货运办理整车货物发到，危险货物仅办理农药、化肥发到。
车站已于2003年停运，到发线均已拆除，仅剩部分站房设施。